# Юфу
Юфу (на японски: 由布市) е град в Япония, регион Кюшу, префектура Оита. През 2013 г. градът има 34 147 жители.